# Vuelo 238 de Royal Brunei Airlines
El vuelo 238 de Royal Brunei Airlines fue un vuelo programado desde Labuan a Bandar Seri Begawan y Miri, operado por Merpati Intan en nombre de Royal Brunei Airlines. El 6 de septiembre de 1997, el Dornier Do 228 registrado como 9M-MIA se estrelló durante la aproximación a Miri, matando tanto a los miembros de la tripulación como a los ocho pasajeros.

## Accidente
El vuelo 238, un Dornier Do 228, despegó del Aeropuerto Internacional de Brunéi a las 19:03 hora local con 8 pasajeros y dos pilotos a bordo para un vuelo de corta distancia al Aeropuerto de Miri. Tras haber solicitado autorización para aterrizar en el aeropuerto de destino, el control de tránsito aéreo autorizó el vuelo para la aproximación final a la pista 02, pero la tripulación de vuelo no devolvió el control por radio. A las 19:42, mientras se acercaba a la pista, el vuelo 238 se estrelló contra una pendiente a 500 metros en el Parque nacional de Bukit Lambir. Los restos del Dornier Do 228 fueron encontraron a las 07:10 de la mañana siguiente.